# Municipio de Langley
El municipio de Langley (en inglés: Langley Township) es un municipio ubicado en el condado de Ellsworth en el estado estadounidense de Kansas. En el año 2010 tenía una población de 74 habitantes y una densidad poblacional de 0,79 personas por km².

## Geografía
El municipio de Langley se encuentra ubicado en las coordenadas 38°34′8″N 97°59′48″O / 38.56889, -97.99667. Según la Oficina del Censo de los Estados Unidos, el municipio tiene una superficie total de 93.56 km², de la cual 91,96 km² corresponden a tierra firme y (1,7 %) 1,59 km² es agua.

## Demografía
Según el censo de 2010, había 74 personas residiendo en el municipio de Langley. La densidad de población era de 0,79 hab./km². De los 74 habitantes, el municipio de Langley estaba compuesto por el 97,3 % blancos y el 2,7 % eran de una mezcla de razas. Del total de la población el 4,05 % eran hispanos o latinos de cualquier raza.